# Zygmunt Lubicz-Zaleski
Zygmunt Wacław Michał Lubicz-Zaleski, ps. R. de Bron, R. Debron (ur. 29 września 1882 w Kłonowcu-Koraczu, zm. 15 grudnia 1967 w Paryżu) − polski historyk literatury, krytyk, tłumacz, poeta i publicysta. 

## Życiorys
Urodził się w rodzinie Piotra i Zofii z Arkuszewskich. Studia rozpoczął na Politechnice Warszawskiej, gdzie został członkiem Związku Młodzieży Polskiej „Zet”. Brał udział w konspiracji niepodległościowej, został uwięziony przez władze carskie. Po uwolnieniu studiował filozofię na uniwersytetach w Monachium i Paryżu. W latach 1914–1916 był wykładowcą języka polskiego w École des Hautes Études Sociales w Paryżu, 1916–1922 w École des Langues Orientales, a następnie w L'Institut d'Études Slaves na Sorbonie. W latach 1918–1919 redagował czasopismo Armii Polskiej we Francji „Polak”. W roku 1929 habilitował się na Uniwersytecie Warszawskim.
Po wybuchu II wojny światowej przedostał się do Francji pieszo przez Czechy, Węgry i Włochy razem z najstarszym synem Andrzejem (okulał od wypadku konnego, którego doznał jako czteroletnie dziecko). Działał w Towarzystwie Opieki nad Polakami we Francji w Grenoble, uczestniczył we francuskim ruchu oporu. Był delegatem na Francję ministerstwa oświaty emigracyjnego rządu na uchodźstwie i opiekunem stypendystów rządowych. Był założycielem i pierwszym dyrektorem Liceum polskiego im. Cypriana Norwida w Villard-de-Lans, placówki edukacyjnej zorganizowanej we Francji w październiku 1940 jako kontynuacja liceum polskiego w Paryżu założonego rok wcześniej. W 1943 został aresztowany przez Niemców i zesłany do obozu koncentracyjnego w Buchenwaldzie. Po uwolnieniu powrócił do Francji, po wojnie pozostał tamże na emigracji.
Lubicz-Zaleski był żonaty z Marią ze Zdziarskich, lekarką i działaczką polskiego ruchu oporu. Jego bratem był Stefan Zaleski, ekonomista i demograf, a synami Kazimierz Piotr Zaleski, fizyk, oraz Romain Zaleski, finansista; obaj kontynuowali jego działalność emigracyjną.
Uniwersytety w Montpellier i Lille nadały mu godność doktora honoris causa.

## Ordery i odznaczenia
- Krzyż Komandorski z Gwiazdą Orderu Odrodzenia Polski (pośmiertnie, 8 listopada 2007)[3]
- Krzyż Oficerski Orderu Odrodzenia Polski (30 kwietnia 1925)[4][5]
- Złoty Wawrzyn Akademicki (5 listopada 1938)[6]
- Oficer Orderu Legii Honorowej (Francja)[5]
- Order Palm Akademickich (Francja)[5]

## Dzieła (wybór)
- Zygmunt Krasiński. O dziełach i życiu poety w setną rocznicę urodzin (1912).
- Dzieło i twórca. Studia i wrażenia literackie (1913).
- Na wąskiej miedzy snu i burzy (1914) – wiersze.
- O rzeczach błahych i wiecznych (Paryż, 1929).
- Attitudes et destinées. Profile pisarzy polskich (Paryż, 1932).
- Geniusz z urojenia (1932) – dramat.
- Akordy kamienne (Hanower, 1946) – proza poetycka.
- Wiersze zebrane 1924−1967 (Aix en Provence, 1969) – wydane pośmiertnie.
- Dziennik nieciągły (1904−1925) (Łódź, 1998).
- Pamiętnik od Grotowic do Buchenwaldu (1939-1945) (Łódź, 1998).
- Relikwiarz buchenwaldzki (Warszawa, 2016).